# Comarca d'Aoiz
Comarca d'Aoiz (en basc Agoitzaldea) és una comarca de Navarra, a la merindad de Sangüesa, que limita al nord amb la comarca d'Auñamendi, a l'oest amb la Cuenca de Pamplona, a l'est amb la Comarca de Lumbier i al sud amb les comarques de Tafalla i Sangüesa. A la comarca s'havia parlat tradicionalment basc, però començà a retrocedir a mitjans del segle xix. Està composta pels municipis de:
- Lizoain
- Longida
- Urrotz
- Izagaondoa
- Untziti
- Elo
- Ibargoiti
- Agoitz